# Arreau
Arreau es una localidad y comuna de Francia, situada en el departamento de los Altos Pirineos, en la región de Mediodía-Pirineos.
Sus habitantes son denominados en francés Arrois.

## Geografía
Es una villa situada en la antigua Carretera Nacional 129 en los Pirineos en el Valle de Aure y en el Valle del Louron a 37 km al sudeste de Bagnères-de-Bigorre en la confluencia de los ríos Neste y Neste du Louron en la comarca de Bigorra

## Historia
Arreau es la antigua capital de los Quatre-Vallées
Se ubica en un antiguo itinerario secundario del Camino de Santiago, el llamado Camino del valle de Aure.
El primer tren llegó a la estación de Arreau el 1 de agosto de 1897, el día de la puesta en servicio de la línea de Lannemezan a Arreau. La línea de tráfico de pasajeros fue cerrada en 1969 pues la Sociedad Nacional de los ferrocarriles franceses (SNCF) cierra a toda la sección de tráfico de la estación Sarrancolin a la de Arreau. El edificio de la estación vieja se abandona, hasta que es comprado por el Ayuntamiento, que revende a una compañía que instala su oficina allí. La línea férrea del antiguo edificio de pasajeros se localiza a las afueras del municipio.

## Ciudades hermanadas
- Aínsa, España.[3]

## Administración
El actual alcalde es Guy Vidailhet, fue elegido en marzo de 2001 y su actual mandato termina en 2014.

## Demografía
| 876 | 936 | 913 | 816 | 853 | 823 |
| Para los censos de 1962 a 1999 la población legal corresponde a la población sin duplicidades (Fuente: INSEE [Consultar]) |     |     |     |     |     |

## Economía
Las principales actividades son: la explotación forestal y las serrerías. Hay explotaciones agrícolas dedicadas a los pastos, cereales y forraje, y a la cría del ganado ovino.

## Lugares de interés y monumentos
- Grotte du Noisetier (Gruta del Avellano)
- Capilla de Nuestra Señora de Escalère.

## Personalidades vinculadas a la comuna
- Jean Bertrand Féraud